# Cold email
Cold email (dosł. zimny e-mail) –  sposób dotarcia do nowych odbiorców poprzez wysyłanie wielu wiadomości e-mail. Przekaz ten jest najczęściej marketingowy, ma na celu zaprezentowanie swoich produktów albo usług potencjalnym klientom.
E-maile należące do tej kategorii są najczęściej kierowane do odbiorców, z którymi wcześniej nie nawiązywano kontaktu, albo którzy nie otrzymali żadnych komunikatów od danego podmiotu przez dłuższy czas. Wysłane komunikaty najczęściej nie cechuje personalizacja przekazu jak w przypadku gorących leadów lub podczas pozyskania bazy kontaktów z dodatkowymi informacjami personalnymi. Sama dystrybucja treści odbywa się przeważnie w sposób zautomatyzowany przy wykorzystaniu narzędzi do mailingu, które ułatwiają wysyłkę do wielu adresów e-mail. Ilości masowego mailingu mogą dochodzić nawet do 100 000 dziennie. 

## Budowa przekazu typucold e-mail
Istotny dla cold mailingu jest krótki, prosty i treściwy przekaz. Składa się najczęściej z podstawowych informacji o rodzaju działalności firmy lub nadawcy. Zawiera także informacje o powodzie wysłania wiadomości, nie może to być jednak oferta – tę można przedstawić w momencie wyrażenia zainteresowania przez odbiorcę. W treści znajduje się także prośba(koniecznie w sposób nieperswazyjny i niepodchwytliwy) o kontakt albo o pozostawienie informacji w jaki sposób można przekazać ofertę. Treści często są wysyłane w kilku e-mailach występujących w określonym przez nadawcę okresie o ile odbiorca nie zabroni nadawcy dalszej korespondencji. Adresy odbiorców, do których wysyłane zostają wiadomości są posegmentowane ze względu na branże albo zainteresowania.
Cold e-mail może być wyjątkowo skuteczną formą marketingu internetowego w sektorze B2B.